# ザンジバル・スルターン国

ザンジバル・スルターン国
سلطنة زنجبار
Usultani wa Zanzibar

国歌: ザンジバルの国歌
1875年のザンジバル・スルターン国の領土

ザンジバル・スルターン国（ザンジバル・スルターンこく、スワヒリ語: Usultani wa Zanzibar、アラビア語: سلطنة زنجبار、アラビア語ラテン翻字: Sallttanat Zanjebar）は、19世紀にザンジバルに存在したスルターン国。1856年にマスカット・オマーンの継承争いが発生し、その結果1861年にマスカット・オマーンとの合意により分離された。1890年にイギリスにより保護国化されザンジバル保護国となったが、ザンジバル・ブーサイード朝のスルターンは継承され、ザンジバル王国まで続いた。

## 歴史
1698年、オマーンヤアーリバ朝の第4代イマームサイフ・ビン・スルターンの在位中、ポルトガル勢力をモンバサで破り、勢力を広げたことにより海外領となった。1832年もしくは1840年に、ブーサイード朝のスルターンサイイド・サイードがウングジャ島のストーン・タウンに宮殿を築き、マスカットから遷都した。サイイド・サイードは、アラブ人のエリート層による支配体制と奴隷を使用したクローブのプランテーションを発展させた。ザンジバルの経済は、サイイド・サイードが入植を進めたインド亜大陸の商人が占める割合が増大した。サイイド・サイードが1856年に没すると、その子マージド・ビン・サイードとスワイニー・ビン・サイードが継承を巡って争い、オマーンとザンジバルは別の国家として分かたれることとなった。ザンジバルはマージド・ビン・サイードが継承したが、オマーンに毎年の貢納が義務づけられた。マージド・ビン・サイードは14年間の在位中に奴隷貿易に注力した。2代目のバルガシュ・ビン・サイードは、奴隷貿易の解消を支援し、大規模な基幹施設の整備を行った。奴隷制廃止の動きは、3代目のハリーファ・ビン・サイードにも引き継がれた。

### 保護国化

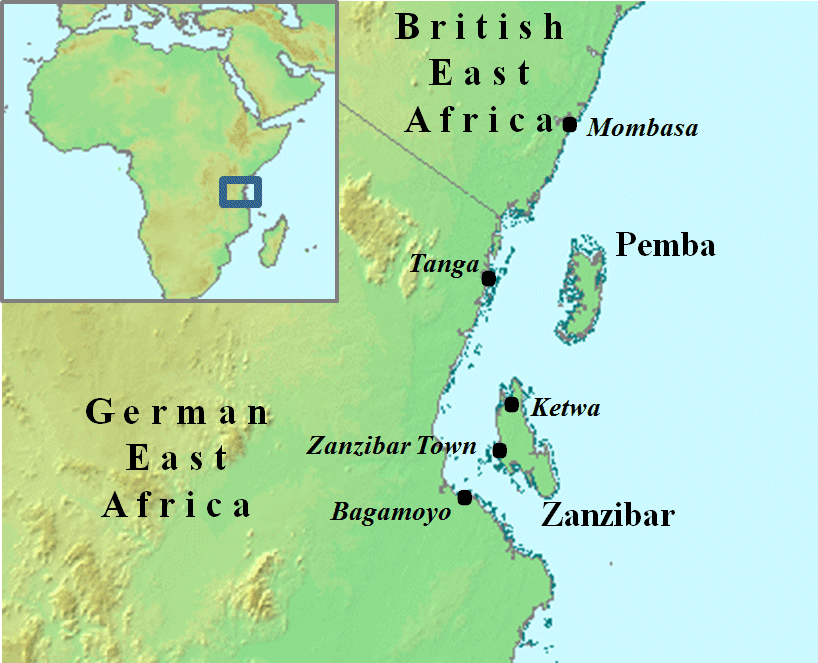
ウングジャ島とアフリカ大陸の位置関係

ザンジバル・スルターン国は、ザンジュとして知られるスワヒリ海岸の一部を勢力下に置いていた。交易路は大陸内部まで伸び、コンゴ川河畔のキンドゥまで達していた。しかし、1884年にドイツ植民協会によって現地の族長がドイツの保護下に組み入れられ、バルガシュ・ビン・サイードは直ちに抗議した。同時期にベルリン会議が開催されアフリカ分割が進行、さらにこの地域の植民地化を目指すドイツにより1885年にはドイツ東アフリカ会社が設立されていた。
1886年、ドイツとイギリスはアフリカ大湖沼への拡大について秘密裏に協議を行った。その影響範囲は従前の合意に基づき、イギリスが東アフリカ保護国（ケニア）を、ドイツが後のタンザニアを得るものであった。両国はザンジバルから沿岸部を租借し、交易所と居留地を設立していた。1888年の帝国イギリス東アフリカ会社によるモンバサ統治を皮切りに、数年かけて沿岸部のザンジバル領はヨーロッパの帝国による統治下となった。
同年ドイツ東アフリカ会社は、先に保護下に組み入れた地域を公式に統治することとなった。この決定はアブシリの反乱と呼ばれる現地の蜂起を招いたが、イギリス、ドイツ両国の海上作戦により鎮圧され、ザンジバルのアフリカ大陸への影響力が失われる先駆けとなった。
1890年、イギリスとドイツによってヘルゴランド＝ザンジバル条約が調印され、ザンジバルはイギリスの保護国となることが定められた。